# Jan Kaspersen

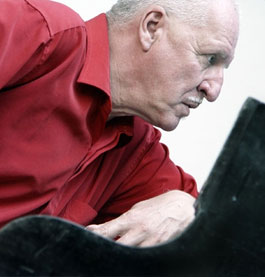
Jan Kaspersen (2014)

Jan Kaspersen (* 22. April 1948 in Kopenhagen) ist ein dänischer Pianist und Komponist des Modern Jazz.

## Wirken
Kaspersen arbeitete in den 1970er Jahren in der Band von Simon Spang-Hanssen sowie mit eigenen Formationen, in den 1980er Jahren mit Fredrik Lundin und Stig Rossen. 1986 entstand in Trio-Besetzung mit Peter Darnstrup und Ole Rømer ein Monk-Album (Memories of Monk), 1991 in erweiterter Besetzung um den Trompeter Anders Bergcrantz und den Tenorsaxophonisten Bob Rockwell das Live-Album Live in Sofie's Cellar. 1992 nahm er mit Bob Rockwell das Duo-Album Ballads and Cocktails auf. In den 1990er Jahren arbeitete er mit seiner Special Occasion Band und dem dänischen Radio Jazz Orchester, spielte im Duo mit Horace Parlan (Joinin´ Forces)  und nahm 1997 zwei Soloalben mit Monk-Interpretationen auf; 2002 folgten Interpretationen der Werke von Erik Satie.
Als Komponist arbeitete er seit den 1970er Jahren für eigene Ensembles und schrieb Musik für das New Music Orchestra, Pierre Dørges New Jungle Orchestra, das dänische Radio Jazz Orchestra, das Ny Dansk Saxofon Kvartet, das Strange Party Orchestra sowie für über 30 Filme und Theaterprojekte. 2012 erhielt er den Ben Webster Prize.

## Diskographische Hinweise
- Memories of Monk (Olufsen, 1986)
- Live in Sofie's Cellar (Olufsen, 1991)
- Special Occasion Band – Live in Copenhagen Jazzhouse (Olufsen, 1994)
- Katuaq Concert (Olufsen, 1997) solo
- Jan Kaspersen Quintet Out of Sight (Olufsen 1998, mit Bob Rockwell, Finn Ziegler, Peter Danstrup, Ole Rømer)
- Erik Satie 3 Gymnopédies (Olufsen 2002)
- Jungle Money (2013, mit Peter Friis Nielsen, Claus Bøje)